# Una època massa curta
"Una època massa curta" (títol original en anglès "Too Short a Season") és el setzè episodi de la primera temporada de la sèrie de televisió de ciència-ficció estatunidenca Star Trek: La nova generació, es va emetre originalment el 8 de febrer de 1988, en redifusió als Estats Units. Fou escrit per Michael Michaelian i D. C. Fontana, basat en una història de Michaelian, i fou dirigit per Rob Bowman.
Ambientada al segle XXIV, la sèrie segueix les aventures de la tripulació de la nau de la Flota Estel·lar de la Federació Enterprise-D. En aquest episodi, l' Enterprise transporta l'ancià almirall Mark Jameson per fer front a una negociació d'ostatges al planeta Mordan IV. Jameson ha pres en secret una droga per revertir el seu envelliment i ha de desactivar la situació amb un antic adversari.
Durant les reescriptures del guió de Fontana, es van canviar diversos elements introduïts per Michaelian, inclòs el final. Les estrelles convidades foren Michael Pataki, que havia aparegut a l'episodi "El problema dels tribbles de la sèrie original de Star Trek. Les crítiques van ser diverses, particularment dirigides a l'actuació de Clayton Rohner com l'almirall Jameson.

## Argument
La nau estel·lar de la Federació Enterprise, sota el comandament del capità Jean-Luc Picard (Patrick Stewart), porta a bord de l'ancià almirall Mark Jameson i la seva dona Anne a petició de Karnas (Michael Pataki), el governador de Mordan IV. Karnas adverteix que un grup terrorista dissident ha pres un ambaixador de la Federació i el seu personal com a ostatge i demana parlar amb un negociador. Jameson havia negociat un acord previ sobre Mordan IV. A mesura que la nau viatja cap a Mordan IV, Jameson es fa més fort i més capaç de moure's pel seu compte, i ja no mostra signes de la malaltia d'Iverson terminal que se sap que tenia abans de ser transportat a bord. Jameson admet haver pres una sèrie de fàrmacs per revertir el procés d'envelliment durant els darrers dos anys, i fa poc que ha pres una sobredosi de drogues per preparar-se per a les negociacions. Jameson comença a semblar més jove i ple d'energia, però té dolors freqüents com a conseqüència de la sobredosi. Quan s'acosten a Mordan, Jameson apareix com un jove adult.
A mesura que s'acosten al planeta, Jameson comença una comunicació d'àudio amb Karnas per saber més de la situació, i li pregunta si els seus vells enemics havien pres els ostatges. Karnas respon que estan morts i que Jameson tornarà a Mordan IV tal com ho va fer 45 anys abans. Jameson s'adona que Karnas mai l'ha perdonat i que és Karnas qui s'ha endut el personal de la Federació. Karnas recorda a Jameson que la seva traïció durant la seva última trobada a Mordan IV va provocar anys de guerra. En contra dels consells de Picard, Jameson idea plans per rescatar els ostatges transportant un equip als túnels sota la mansió de Karnas, creient que estan retinguts al mateix lloc que els captius anteriors. Picard s'enfronta en privat a Jameson sobre els motius de Karnas. Jameson revela que en el passat, Karnas va capturar una nau de la Federació per venjar-se de la mort del seu pare per part d'una altra tribu local. Jameson va ser enviat per negociar el seu alliberament després que dos anteriors negociadors de la Federació haguessin estat assassinats; Jameson revela la veritat a Picard: va aconseguir l'alliberament dels ostatges no per persuasió, sinó atorgant la demanda de Karnas d'armes de la Federació. Tanmateix, Jameson va donar les mateixes armes als enemics de Karnas, amb la intenció de deixar que les dues parts resolguessin la seva disputa en igualtat de condicions. S'esperava una escaramussa de curta durada, no 40 anys de guerra civil, i ara intenta corregir el seu error. Va prendre la sobredosi de drogues de l'envelliment invers per tal d'estar en el seu millor moment.
En òrbita, la tripulació de l' Enterprise i Jameson s'enfronten als túnels sota la mansió de Karnas, però descobreixen que la seva arribada estava prevista i s'enfronten a guàrdies armats. Jameson s'ensorra durant la baralla i la tripulació torna a l' Enterprise. Jameson no va rebre un tret, però la droga de l'envelliment invers està destruint literalment el seu cos. Karnas demana veure Jameson o matarà un ostatge cada 15 minuts. Picard opta per transportar-se ell, la Dra. Crusher (Gates McFadden), Jameson i, finalment, l'esposa de Jameson, Anne, directament a l'oficina de Karnas. Karnas es nega a creure que el jove és Jameson, així que Jameson revela una cicatriu al canell que li va infligir Karnas fa anys per segellar el seu pacte. Jameson mor poc després en l'abraçada de la seva dona. Karnas accepta deixar anar els ostatges i permetre que Jameson sigui enterrat a Mordan IV a petició d'Anne.

## Repartiment i doblatge al català
La sèrie va ser doblada al català pels estudis Tramontana (primera part) i Soundtrack (segona part) i emesa a TV3 l’any 1991. Els dobladors de l'episodi foren:
| Personatge      | Actor/actriu    | Veu en català   |
| --------------- | --------------- | --------------- |
| Jean-Luc Picard | Patrick Stewart | Joan Crosas     |
| William Riker   | Jonathan Frakes | Antoni Forteza  |
| Data            | Brent Spinner   | Joaquim Sota    |
| Geordi La Forge | LeVar Burton    | Aleix Estadella |
| Worf            | Michael Dorn    | Enric Arquimbau |
| Beverly Crusher | Gates McFadden  | Pilar Rubiella  |
| Deanna Troi     | Marina Sirtis   | Alicia Laorden  |
| Tasha Yar       | Denise Crosby   | Teresa Manresa  |
| Wesley Crusher  | Will Wheaton    | Roger Pera      |
| Mark Jameson    | Clayton Rohner  | Joan Pera       |
| Anna Jameson    | Marsha Hunt     | Núria Cugat     |
| Karnas          | Michael Pataki  | Pep Madern      |

## Producció
L'escriptor Michael Michaelian va presentar originalment una idea de la història basada en l'andropausa, de vegades anomenada "menopausa masculina". Va escriure un tractament i un primer esborrany de guió que implicava l'envelliment invers. D. C. Fontana va explicar més tard que el terrorista MacGuffin (un punt argumental ambigu però central) no estava del tot correcte. Fontana va ser convocada per revisar el final i va explicar que "molt del que vaig posar al final també estava en una història diferent i amb un enfocament de Michael, però amb un èmfasi diferent. Una alteració significativa que va fer va ser canviar la trama d'implicar terroristes reals a una trampa que la tripulació ha de desactivar. El final original també va fer que les dues parts oposades del planeta seien a converses de pau amb Jameson que va sobreviure als efectes de les drogues antienvelliment. S'hauria reduït a catorze anys i ja no podria recordar la seva esposa.
Clayton Rohner fou seleccionat com a almirall Mark Jameson. Abans del rodatge, Rohner i el director Rob Bowman van treballar junts els caps de setmana en la caracterització de Jameson. Bowman va criticar l'estil del guió, descrivint-lo com "seure i explicar". També va tenir diversos problemes amb la cadira de rodes utilitzada en aquest episodi, ja que construir-la va costar 10.000 dòlars. El dissenyador d'accessoris Joe Longo l'anomenava el "gran albatros", i quan es necessitava una cadira de rodes per a l'episodi de Deep Space Nine "Melora" van crear una versió molt més senzilla. Karnas fou interpretat per Michael Pataki, que anteriorment havia interpretat el klíngon Korax a l'episodi de la sèrie original de Star Trek "El problema dels tribbles".
El supervisor de maquillatge Michael Westmore anteriorment havia utilitzat maquillatge per envellir DeForest Kelley a l'episodi d'estrena de la temporada "Trobada a Farpoint", però "Una època massa curta" va resultar un repte únic, ja que es van requerir quatre etapes de maquillatge per mostrar l'envelliment de l'almirall Jameson. L'etapa inicial per mostrar a Jameson de més edat, va implicar que Rohner portava una gorra i una perruca, a més de pròtesis de làtex aplicades als ulls, el front, la gola i la papada. Aquesta etapa va trigar fins a quatre hores a aplicar-se a l'actor. Westmore es va veure esgotat pel volum de treball durant aquest episodi, ja que en aquell moment l'equip de maquillatge de la sèrie només eren ell i Werner Keppler. El segon dia de rodatge del maquillatge de la primera etapa, Westmore va arribar després que Rohner s'havia maquillat durant tres hores només per descobrir que només estava a mig acabar. Keppler i Westmore es van afanyar a buscar-lo per no endarrerir el rodatge de l'episodi. Més tard, Bowman va criticar el maquillatge utilitzat en Rohner, descrivint-lo com a baix. Westmore va dir que "si estigués treballant en una pel·lícula i tingués alguns mesos per provar el maquillatge de Clayton abans, probablement m'hauria agradat més. Amb menys d'una setmana em va resultar massa malament."
"Una època massa curta" va marcar l'última vegada que es va construir un paisatge urbà com a model per al programa fins a l'episodi de la sisena temporada "Drets de naixement". En canvi, es van substituir per pintures mat (una es va reutilitzar de la pel·lícula de comèdia Spaceballs). Per decorar l'oficina de Karnas es van utilitzar fasers de les sèries i pel·lícules de l'original Star Trek junt amb l'equip de "L'últim destacament".

## Recepció
"Una època massa curta" fou emès en redifusió durant la setmana que va començar el 14 de febrer de 1988. Va rebre una puntuació de Nielsen de 10,9, que reflecteix el percentatge de totes les llars que miraven l'episodi durant la seva franja horària. Aquesta va ser la valoració més alta rebuda per la sèrie des de "L'adéu final" quatre episodis abans.

### Resposta crítica
Diversos crítics van tornar a veure l'episodi després del final de la sèrie. Keith DeCandido va ressenyar l'episodi per a Tor.com el juny de 2011. Va dir que, tot i que el personatge de Jameson i la història de Mordan IV són interessants, l'episodi està tan centrat en Jameson que, finalment, "no és realment un episodi de La nova generació. Va descriure el retorn de Michael Pataki a Star Trek com a "triomfal", però va pensar que Clayton Rohner era "simplement horrible", i que Marsha Hunt "no crea cap impressió". Va resumir l'episodi com "una oportunitat perduda", i li va donar una puntuació de 5/10. James Hunt va veure l'episodi el gener de 2013 per al lloc web Den of Geek. Va considerar que l'episodi tenia una bona història al nucli, però va destacar el "maquillatge bastant dubtós i la sobreactuació". La seva principal crítica va ser que Jameson "és fonamentalment desagradable", i la manca d'implicació del repartiment principal del programa.
Zack Handlen va veure l'episodi per The A.V. Club el maig de 2010, i també va trobar que l'interessant concepte de l'episodi es veia soscavat perquè el personatge de Jameson era "totalment desagradable". Va descriure a Rohner com "actuant com un Muppet quan se suposa que és vell i feble, i després s'acostuma a patir l'angoixa sobreescalfada un cop recuperada la seva joventut". Va sentir que els personatges principals estaven al marge de l'episodi i, per tant, era difícil implicar-se en el que passava. Va donar a l'episodi una nota de C+. Michelle Erica Green va ressenyar l'episodi per a TrekNation el juny de 2007. Va trobar errors en l'episodi per no haver explorat les conseqüències del descobriment d'una fórmula de desenvelliment funcional. Ella també va criticar el maquillatge utilitzat en Rohner, però va dir que a les escenes per a les quals no portava maquillatge la seva interpretació es va fer més "modulada, però llavors tant Karnas com l'actor que l'interpretava sembla exagerat en comparació".

## Estrena en mitjans domèstics
El primer llançament en mitjans domèstics de "Una època massa curta" va ser en videocasset VHS, que va aparèixer el 26 d'agost de 1992 als Estats Units i Canadà. Més tard, l'episodi es va incloure a la caixa del DVD de la primera temporada de Star Trek: La nova generació, llançat el març de 2002,  i després llançat com a part de la primera temporada en Blu-ray el 24 de juliol de 2012.